# 11146 Kirigamine
11146 Kirigamine (1997 WD3) là một tiểu hành tinh vành đai chính được phát hiện ngày 23 tháng 11 năm 1997 bởi T. Kobayashi ở Oizumi.